# Wolney Oliveira
Wolney Oliveira (Fortaleza, 1960) é um cineasta brasileiro.
Formou-se como cineasta pela Escola Internacional de Cinema e Televisão de San Antonio de los Baños (EICTV), em Cuba, com especialização em fotografia.
Foi diretor da Casa Amarela Eusélio Oliveira da Universidade Federal do Ceará por mais de 30 anos. É Diretor Executivo do Cine Ceará - Festival Ibero-americano de Cinema e do Mercado Audiovisual do Nordeste.  

## Filmografia
- 2024 Lampião, Governador do Sertão – Documentário, 90', color, Brasil
- 2019 Soldados da Borracha – Documentário, 82', p&b e color, Brasil
- 2011 Os últimos cangaceiros – Documentário, 79', color, Brasil
- 2006 El Cayo de la Muerte (A ilha da morte) - Ficção, 88', color, Brasil/Cuba )
- 2004 Borracha para a Vitória – Documentário, 55’, color, Brasil
- 1999 Milagre em Juazeiro – Docudrama, 35mm,  83’, Brasil
- 1994 Elementais – Documentário,18’, Brasil
- 1993 As Barricadas Abriram Caminhos – Documentário, 15’, Brasil
- 1992 Sabor a mí – Documentário, 29’, Panamá, Argentina, México, Cuba e Brasil
- 1990 Los regalos de Don José (Os presentes de Dom José) – Documentário, 19’, Brasil
- 1989 Um, dois– Documentário, 13’, Brasil
- 1988 El invasor marciano (O invasor marciano) – Documentário, 24’, Cuba
- 1987 Sirio en cuadro (Sirio em quadro) – Documentário, 13’, Cuba
- 1987 Gilberto & Yayá – Documentário, 7’, Cuba
- 1982 Un día de Tito (Um dia de Tito) – Documentário, 18’, Brasil

## Prêmios
- 2007 MELHOR ROTEIRO, “A Ilha da Morte”, Festival de Cinema Latino-americano de Trieste, Itália.
- 2007 MELHOR FILME JÚRI POPULAR, “A Ilha da Morte”, Festival de Cinema e Vídeo de Macapá, Amapá.
- 2004 PRÊMIO 1º DOCTV BRASIL, “Borracha para a Vitória”.
- 1994 MELHOR MUSICAL Prêmio Tam-Tam Vídeo, Roma, Itália: “Sabor a mí”.
- 1994 MENÇÃO HONROSA AO MELHOR VÍDEO 21a Jornada Internacional de Cinema e Vídeo da Bahia, Brasil: “Elementais”
- 1993 MENÇÃO HONROSA AO MELHOR VÍDEO, 10º Festival Internacional de Cinema e Vídeo de San Juan, Porto Rico: * “Sabor a mí”.
- 1993 PRÊMIO SOL DE PRATA ao Melhor Vídeo de Longa Duração, 9° Festival Internacional de Cinema, Vídeo, Televisão e Publicidade, Rio Cine, Rio de Janeiro, Brasil: “Sabor a mí”.
- 1993 PRÊMIO AO MELHOR ARGUMENTO, 16º Guarnicê de Cine - Vídeo “Sabor a mí”, São Luís, Maranhão, Brasil.
- 1993 PRÊMIO AO MELHOR VÍDEO, 16º Guarnicê de Cine-Vídeo “Sabor a mí”, São Luís, Maranhão, Brasil.
- 1988 PRÊMIO MIKELDI DE OURO ao Melhor Documentário: “O invasor marciano”, 30° Festival Internacional de Cinema Documentário e Curta Metragem de Bilbao, Pais Basco.
- 1993 PRÊMIO VÍDEO ESCOLA CATEGORIA NACIONAL da Fundação Roberto Marinho e Fundação Banco do Brasil, 16º Guarnicê de Cine-Vídeo, Brasil: “Sabor a mí”.
- 1992 PRÊMIO ESPECIAL DO JÚRI ao Melhor Documentário em Vídeo, XIV Festival Internacional do Novo Cinema Latino Americano, , Cuba: “Sabor a mí”.
- 1990 PRÊMIO AO MELHOR CURTA DE FICÇÃO: “Um, Dois”, Terceira Mostra de Cinema Jovem, Cuba.
- 1989 PRÊMIO CARACOL à Melhor Direção de Documentário: “O invasor marciano”, VII Festival Nacional de Cinema e Vídeo, Cuba.
- 1989 PRÊMIO ESPECIAL DO CONSELHO NACIONAL DE CINECLUBES ao Melhor Documentário: “O invasor marciano”, 12ª Jornada Internacional de Cinema e Vídeo, São Luís, Maranhão, Brasil.

“Milagre em Juazeiro”
- 2001 PRÊMIO AO MELHOR DOCUMENTÁRIO, Festival Internacional de Montevidéu, Uruguai.
- 2000 PRÊMIO DOS CINECLUBES AO MELHOR FILME, III Festival Luso-Brasileiro, Portugal.
- 2000 MELHOR ATOR (José Dumont), III Festival de Cinema Luso-Brasileiro, Portugal.
- 2000 MELHOR MONTAGEM LONGA-METRAGEM, IV Festival de Cinema de Recife, Brasil.
- 1999 PRÊMIO Á MELHOR ATRIZ COADJUVANTE (Marta Aurélia), XXXI Festival de Brasília, Brasil.
- 1999 PRÊMIO ESPECIAL DO JÚRI, XXXI Festival de Brasília, Brasil.